# Hagop Kassarjian
Hagop Kassarjian (né à Bourj Hammoud en 1946) est un homme politique libanais d’origine arménienne.
Après des études de génie à l’Université Américaine de Beyrouth, il intègre les rangs du petit parti libéral arménien Ramgavar et accède à la fin des années 90 à son leadership.
Il devient député arménien orthodoxe de Beyrouth sur la liste de Rafiq Hariri en 2000, battant les représentants historiques de la communauté arménienne au Liban, issus du parti Dashnak (Tachnag).
Il est réélu en 2005 et rejoint au bloc parlementaire du Courant du Futur dirigé par Saad Hariri. Il devient président de la commission parlementaire des Déplacés.
Il ne se représente pas aux élections de 2009.